# Filipp Piatov
Filipp Michailowitsch Piatov (russisch Филипп Михайлович Пятов; * 1991 in Leningrad) ist ein deutscher Journalist und Autor.

## Leben
1992 siedelten Piatovs Eltern, Michail und Walerija, als jüdische Kontingentflüchtlinge aus Russland nach Deutschland über. Nach dem Abitur lebte er ein Jahr in Tel Aviv. Dann studierte er von 2011 bis 2015 in Frankfurt Wirtschaft. Er schrieb Essays und Kolumnen für die Die Achse des Guten und Die Welt. Außerdem war er für ein Start Up tätig. 2017 wurde Piatov Redakteur im Bild-Politikressort. 2020 wurde er dort Verantwortlicher für „Debatte und Meinung“. Seit dem russischen Überfall auf die Ukraine 2022 berichtet er als Live-Reporter aus dem Kriegsgebiet. Seit August 2023 ist Piatov Co-Host von Paul Ronzheimers Podcast Ronzheimer.

## Werk
2016 erschien sein Buch Russland meschugge. Putin, meine Familie und andere Außenseiter. Darin setzte er sich mit seiner Familiengeschichte auseinander und bereiste Russland mit der Transsibirischen Eisenbahn. Die Süddeutsche Zeitung schrieb, Piatov habe „einen sehr eigenen Kopf“. Er verstehe es, „seine Gedanken treffsicher und dabei elegant zu formulieren, bleibt nicht beim Erlebnisbericht stecken, sondern liefert die pointierte politische Einordnung mit.“ Deutschlandfunk Kultur merkt an, dass Piatov humorvoll über seine Außenseiterfamilie schreibt, aber auch anrührend und ernst die deutsch-russisch-jüdischen Szenen schildert. Die jüdische Kulturzeitschrift David schreibt, dass die Schilderungen von Leben seiner Eltern und Großeltern rühren würden.

## Kontroversen
2018 veröffentlichte Piatov einen angeblichen Mailwechsel zwischen dem damaligen Juso-Vorsitzenden Kevin Kühnert und einem Russen namens Juri, der Kühnert angeblich bei seiner Kampagne gegen die GroKo helfen wollte. Der Mailwechsel stellte sich später als Fälschung des Satiremagazins Titanic heraus, die den Sachverhalt als „Mio Mio Gate“ bezeichnete. Piatovs Artikel erschien unter der Überschrift Schmutz-Kampagne bei der SPD. Der Spiegel resümierte, die Geschichte habe Piatov nicht geschadet, da ihn Chefredakteur Julian Reichelt danach zum Meinungschef beförderte. Der Deutsche Presserat erteilte Bild wegen Piatovs Artikel eine Rüge, da er einen schweren Verstoß gegen das Wahrhaftigkeitsgebot in Ziffer 1 des Pressekodex darstelle. Die Irreführung der Leser beschädige Ansehen und Glaubwürdigkeit der Presse.
Im Rahmen eines Artikels, den der MDR als Teil einer „Kampagne“ gegen den Virologen Christian Drosten bezeichnete, wurde Piatov 2020 wegen eines Artikel zur Corona-Forschung von Christian Drosten kritisiert. Drosten schrieb auf Twitter: „Bild plant eine tendenziöse Berichterstattung über unsere Vorpublikation zu Viruslasten und bemüht dabei Zitatfetzen von Wissenschaftlern ohne Zusammenhang. Ich soll innerhalb von einer Stunde Stellung nehmen. Ich habe Besseres zu tun.“ Drosten veröffentlichte außerdem Piatovs Anfrage. Mehrere Wissenschaftler, auf die sich Bild bezog, distanzierten sich später von der Berichterstattung. Der Deutsche Presserat rügte Bild wegen Verletzung der im Pressekodex festgeschriebenen journalistischen Sorgfaltspflicht.
Ebenfalls 2020 erschien im Spiegel der Artikel „‚Bild‘-Chef Reichelt und sein ‚Fassbombenkommando‘“, in dem Piatov als Teil einer „Truppe eingeschworener Jungredakteure“ bezeichnet wird, die gegen den Virologen Christian Drosten kämpfe. Daraufhin warfen der Journalist Matthew Karnitschnig und der Europa-Korrespondent der Jerusalem Post und Mitarbeiter der Foundation for Defense of Democracies Benjamin Weinthal dem Spiegel antisemitische Berichterstattung über Piatov vor, weil dieser als Julian Reichelts „Bluthund“ bezeichnet wurde und seine jüdische Abstammung thematisiert wurde. Die Spiegel-Redaktion äußerte sich dazu mit den Worten: „Wir weisen den Vorwurf des Antisemitismus zurück. Es ist wichtig, die jüdische Familie zu erwähnen, da wir später im Text schreiben, dass Herr Piatov antisemitische Drohungen erhalten hat. Er selbst hat seine Familie in seinem Buch angesprochen.“